# Giacomo Pasquali
Giacomo Pasquali O.Hum. (Siena, XIII secolo – Siena, 1331) è stato un religioso italiano, appartenente all'ordine degli Umiliati, beato della Chiesa cattolica.

## Biografia
Pasquali, nobile senese, arrivò fino ai più alti gradi dell'ordine degli Umiliati e venne nominato cardinale da papa Giovanni XXII, ma morì poco prima che la notizia giungesse da Avignone. Secondo il Gigli morì a Siena. 

## Culto
Come riporta Gasparo Olmi nei ritratti più antichi il Pasquali veniva rappresentato con il cappello cardinalizio, ma più spesso «coi raggi al capo per esser morto in concetto di santità». 